# Mustela (azienda)
Mustela è un marchio detenuto dalla società Laboratoires Expanscience. Associato a una linea di prodotti per la cura e l'igiene della pelle dei neonati e delle madri, creato nel 1950, è cresciuto fino ad essere riconosciuto, nel 2010, il marchio  leader europeo nel settore dei prodotti farmaceutici per la cura della persona e l'igiene dell'infanzia.

## Storia
La sua creazione risale ad opera di Paul Berthomé che, in società con un farmacista, fondò i Laboratoires Expanscience. Per primi, i due si accorsero che non esisteva ancora un prodotto adatto alla detersione della pelle dei neonati, troppo delicata e fragile per essere lavata con un semplice sapone, che aggredisce e secca la cute.
La lozione Mustela è il primo prodotto venduto da Mustela creato per compensare l'aggressività dei saponi del tempo.

## Marchio
Il nome Mustela è ispirato al nome latino dell'ermellino (Mustela erminea). Tale mammifero dal manto bianco, infatti, è stato scelto dall'azienda come simbolo del candore e della purezza dei bambini.

## Dimensioni aziendali
Al 2013 il fatturato complessivo ammontava a 259,4 milioni di Euro grazie alla distribuzione in 85 Paesi attraverso 12 filiali. I collaboratori in tale anno ammontavano a 993 unità.